# غادة حسين
غادة حسين هي لاعبة رفع أثقال تونسية وُلدت في 17 مايو 1993 بمدينة صفاقس بتونس، ومثلت تونس في دورة الألعاب الأولمبية الصيفية عام 2012.

## المشاركات والميداليات
شاركت غادة حسين في عام 2014 في البطولة المتوسطية لرفع الأثقال، والتي أقيمت بتونس، وتمكنت من إحراز الميدالية الذهبية في فئة الوزن أقل من 69 كيلوغرام، وفي عام 2012، شاركت في دورة الألعاب الأولمبية الصيفية التي أقيمت بمدينة لندن في المملكة المتحدة، واحتلت المركز العاشر في منافسات الوزن أقل من 69 كيلوغرام للسيدات، ثُم شاركت في العام التالي في البطولة الإفريقية لرفع الأثقال، والتي أقيمت في مدينة فاكوس-فينيكس بموريشيوس حيث تمكنت من إحراز ثلاث ميداليات ذهبية في منافسات الوزن أقل من 69 كيلوغرام للسيدات، وفي منافسات الوزن 92 كيلوغرام خطف للسيدات، وفي منافسات الوزن 115 نتر كيلوغرام للسيدات. ويوضح الجدول التالي أهم المُسابقات والبطولات التي شاركت فيها غادة حسين، وأبرز الميداليات والألقاب التي حققتها في البطولات والمسابقات المختلفة:
| العام | المسابقة                            | المكان                    | المنافسات                                  | الترتيب/الميدالية                   | ملاحظات                       |
| ----- | ----------------------------------- | ------------------------- | ------------------------------------------ | ----------------------------------- | ----------------------------- |
| 2012  | بطولة إفريقيا لرفع الأثقال للناشئين |                           | منافسات الوزن أقل من 69 كيلوغرام للسيدات   | المركز الأول (الميدالية الذهبية)    |                               |
| 2012  | بطولة إفريقيا لرفع الأثقال          | نيروبي، كينيا             | منافسات الوزن أقل من 69 كيلوغرام للسيدات   | المركز الثالث (الميدالية البرونزية) |                               |
| 2013  | بطولة العالم لرفع الأثقال للناشئين  |                           | منافسات الوزن أقل من 69 كيلوغرام للسيدات   | المركز الثالث (الميدالية البرونزية) |                               |
| 2013  | بطولة إفريقيا لرفع الأثقال للناشئين |                           | منافسات الوزن أقل من 69 كيلوغرام للسيدات   | المركز الأول (الميدالية الذهبية)    |                               |
| 2013  | ألعاب البحر الأبيض المتوسط          | مرسين، تركيا              | منافسات الخطف للسيدات                      | المركز الثاني (الميدالية الفضية)    | تمكنت من رفع 102 كيلوغرام خطف |
| 2013  | بطولة إفريقيا لرفع الأثقال          | الدار البيضاء، المغرب     | منافسات الوزن أقل من 69 كيلوغرام للسيدات   | المركز الثاني (الميدالية الفضية)    |                               |
| 2014  | البطولة المتوصطية لرفع الأثقال      | تونس                      |                                            | المركز الأول (الميدالية الذهبية)    |                               |
| 2015  | دورة الألعاب الأفريقية              | برازافيل، جمهورية الكونغو | منافسات الوزن أقل من 69 كيلوغرام للسيدات   | المركز الثاني (الميدالية الفضية)    |                               |
| 2016  | دورة الألعاب الأولمبية الصيفية      | لندن، المملكة المتحدة     | منافسات الوزن أقل من 69 كيلوغرام للسيدات   | المركز العاشر                       |                               |
| 2017  | بطولة إفريقيا لرفع الأثقال          | فاكوس-فينيكس، موريشيوس    | منافسات الوزن أقل من 69 كيلوغرام للسيدات   | المركز الأول (الميدالية الذهبية)    |                               |
| 2017  | بطولة إفريقيا لرفع الأثقال          | فاكوس-فينيكس، موريشيوس    | منافسات الوزن 92 كيلوغرام - خطف - للسيدات  | المركز الأول (الميدالية الذهبية)    |                               |
| 2017  | بطولة إفريقيا لرفع الأثقال          | فاكوس-فينيكس، موريشيوس    | منافسات الوزن 155 كيلوغرام - نتر - للسيدات | المركز الأول (الميدالية الذهبية)    |                               |